# سحلية الأطلسي
سحلية الأطلسي (الاسم العلمي: Gallotia atlantica)، نوع من العظاءات المنتمية إلى فصيلة السحالي الحقيقية.
إنهُ يستوطن جزر الكناري الشرقية لانزاروت وفويرتيفنتورا والجزر الأصغر المحيطة بها.
موائلها الطبيعية هي الغابات المعتدلة، وأراضي الأشجار القمئية المعتدلة، والجُنيبات من نوع نباتات البحر الأبيض المتوسط، والمناطق الصخرية، والشواطئ الصخرية، والشواطئ الرملية، والأراضي الصالحة للزراعة، والمراعي، والحدائق الريفية.